# Домна (Бурятія)
Домна (рос. Домна) — село Єравнинського району, Бурятії Росії. Входить до складу Сільського поселення Сосново-Озерське.
Населення — 160 осіб (2015 рік).